# Виллебадессен
Виллебадессен (нем. Willebadessen) — город в Германии, в земле Северный Рейн-Вестфалия.
Подчинён административному округу Детмольд. Входит в состав района Хёкстер.  Население составляет 8516 человек (на 31 декабря 2010 года). Занимает площадь 128,13 км². Официальный код  —  05 7 62 040.
Город подразделяется на 13 городских районов.

## Известные уроженцы
- Гауптман, Элизабет (1897—1973) — немецкая писательница, журналистка, переводчица, сотрудница и подруга Бертольта Брехта.